# Tyree Washington
Tyree Washington (Riverside (Californië), 28 augustus 1974) is een voormalige Amerikaanse atleet, die was gespecialiseerd in de sprint. Hij werd tweemaal Amerikaans kampioen en vijfmaal wereldkampioen. Hij had aanvankelijk het wereldrecord in handen op de 4 x 400 m estafette. Echter, nadat was vastgesteld dat twee van zijn teamgenoten de dopingregels hadden overtreden, werd dit record door de IAAF uit de boeken geschrapt.

## Biografie

### Eerste succes
Washington studeerde aan de La Sierra High School en de San Bernardino Valley Community College. Hij heeft een moeilijke jeugd gehad. Hij startte in de atletieksport met het verspringen. In 1994 werd hij kampioen verspringen op de High School kampioenschappen van de staat Californië. Later was hij genoodzaakt over te stappen naar de 400 m wegens problemen met zijn rug, waardoor hij niet meer kon springen. Zijn vader zat in de gevangenis en hij moest bij zijn coach wonen tijdens het laatste jaar van de High School.
Zijn eerste internationale succes behaalde Washington in 1997. Op de wereldkampioenschappen in Athene won hij met de Amerikaanse estafetteploeg op de 4 x 400 m estafette een gouden medaille. Met zijn teamgenoten Jerome Young, Antonio Pettigrew en Chris Jones liep hij als slotloper naar een tijd van 2.56,47 en versloeg hiermee het Britse team (zilver) en het het Jamaicaanse team (brons). Individueel werd hij op de 400 m derde achter zijn landgenoot Michael Johnson (goud) en de Oegandees Davis Kamoga (zilver).

### Wereldrecord
Op 22 juli 1998 verbeterde Washington met zijn teamgenoten Antonio Pettigrew, Michael Johnson en Jerome Young in Uniondale het wereldrecord op de 4 x 400 m estafette naar 2.54,20. Later bleek echter, dat zowel Antonio Pettigrew als Jerome Young de dopingregels hadden overtreden. Hierop werd het record door de IAAf uit de boeken geschrapt en blijft dus het Amerikaanse kwartet Andrew Valmon, Quincy Watts, Butch Reynolds en Michael Johnson met hun in 1993 gelopen 2.54,29 te boek staan als wereldrecordhouders.

### Blessures en privé-kwesties
Tyree Washington werd gezien als de man die Michael Johnson zou kunnen onttronen, maar ziekte, blessures en privé-kwesties maakten dit onmogelijk. Zo had hij te kampen met een infectie en een hamstringblessure.
Ook moest hij getuigen tegen zijn zus, Rosalyn Washington, die samen met haar man verdacht werd van de moord op een van hun tweelingdochters. Haar achttien maanden oude baby zat geïsoleerd, was gemarteld en stierf nadat haar mond was afgeplakt met ducttape. "Ik hou van mijn zus, maar ze heeft iets ergs gedaan waarvoor ze de consequenties zal moeten dragen. De gehele situatie is verschrikkelijk. Ik weet niet of het een postnatale depressie is of zoiets. Ze was niet aan de alcohol of drugs. Ze was een huismoeder waarbij de stoppen doorsloegen."

### Succesvol 2003
Ook 2003 was een succesvol jaar. Washington begon het jaar door op de wereldindoorkampioenschappen in Birmingham zowel de 400 m als de 4 x 400 m estafette te winnen. Op de wereldkampioenschappen in Parijs, later dat jaar, werd hij met zijn teamgenoten Calvin Harrison, Derrick Brew en Jerome Young op de 4 x 400 m estafette opnieuw wereldkampioen. Deze medaille werd echter niet uitgereikt wegens de positieve dopingtest van Calvin Harrison. Individueel won hij op de 400 m aanvankelijk een zilveren medaille achter zijn landgenoot Jerome Young en voor de Fransman Marc Raquil. Toen later bekend werd dat Young was betrapt op doping, als gevolg daarvan werd geschorst en onder meer zijn wereldtitel kwijt raakte, veranderde voor Washington het zilver alsnog in goud. Al duurde het daarna nog jaren, voordat hij die plak in ontvangst mocht nemen.

### Einde carrière
Washington zette een punt achter zijn atletiekcarrière in 2008, nadat hij zich tijdens de US Olympic Trials niet had weten te kwalificeren voor de Olympische Spelen in Peking.
Tyree Washington is getrouwd, heeft een zoon Malik en een dochter Tyra.

## Titels
- Wereldkampioen 400 m - 2003
- Wereldkampioen 4 x 400 m - 1997
- Wereldindoorkampioen 400 m - 2003
- Wereldindoorkampioen 4 x 400 m - 2003, 2006
- Amerikaans kampioen 400 m - 2003
- Amerikaans indoorkampioen 400 m - 2003

## Persoonlijke records
Outdoor
| Onderdeel | Prestatie | Datum        | Plaats       |
| --------- | --------- | ------------ | ------------ |
| 100 m     | 10,41 s   | 9 april 2005 | Azusa        |
| 200 m     | 20,09 s   | 22 mei 1999  | Edwardsville |
| 400 m     | 44,28 s   | 12 mei 2001  | Los Angeles  |

Indoor
| Onderdeel | Prestatie | Datum            | Plaats     |
| --------- | --------- | ---------------- | ---------- |
| 200 m     | 20,68 s   | 26 februari 1999 | Atlanta    |
| 400 m     | 45,34 s   | 16 maart 2003    | Birmingham |

## Palmares

### 200 m
Kampioenschappen
- 1998:  Goodwill Games - 20,29 s

Golden League-podiumplek
- 2005:  ISTAF – 20,43 s

### 400 m
Kampioenschappen
- 1997:  WK - 44,39 s
- 1998: 4e Grand Prix Finale - 45,47 s
- 1998:  Goodwill Games - 44,43 s
- 2003:  WK indoor - 45,34 s
- 2003:  WK - 44,77 s (na DSQ Jerome Young in verband met doping)
- 2005:  Wereldatletiekfinale - 44,51 s

Golden League-podiumplekken
- 1998:  Golden Gala – 44,71 s
- 1998:  ISTAF – 45,36 s
- 1998:  Herculis – 44,29 s
- 1998:  Weltklasse Zürich – 44,42 s
- 2003:  Golden Gala – 44,42 s
- 2005:  Golden Gala – 45,02 s
- 2005:  Bislett Games – 45,30 s

### 4 x 400 m estafette
- 1997:  WK - 2.56,47
- 2003:  WK indoor - 3.04,09
- 2003: DSQ WK (was goud, maar wegens dopinggebruik van Calvin Harrison gediskwalificeerd)
- 2006:  WK indoor - 3.03,24